# قطعنامه ۱۵ شورای امنیت
قطعنامه ۱۵ شورای امنیت سازمان ملل متحد که در تاریخ ۱۹ دسامبر ۱۹۴۶ تصویب شد، سندی بین‌المللی دربارهٔ اختلافات مرزی یونان و آلبانی و همچنین بلغارستان و یوگسلاوی است. این قطعنامه طی نشست ۸۷ام با ۱۱ موافق، ۰ مخالف و ۰ ممتنع مصوب شد.